# Michael Avi-Yonah
Michael Avi-Yonah (* 26. September 1904 in Lemberg, Österreich-Ungarn als Julius (Jonah Jechiel) Buchstab; † 26. März 1974 in Jerusalem) war ein israelischer Archäologe.

## Leben und Werk
Julius Buchstab wanderte 1919 mit seiner Familie aus und gelangte schließlich 1921 nach Israel. Er besuchte das Gymnasium Rechavia in Jerusalem und studierte anschließend Geschichte und Archäologie an der University of London, wo er 1928 den Bachelorgrad erlangte. Anschließend vertiefte er seine Studien an der British School of Archaeology in Jerusalem und nahm an mehreren archäologischen Grabungen teil. 1941 absolvierte er den Masterabschluss. Er arbeitete als Bibliothekar und Archivar bei der Antikenabteilung der britischen Mandatsregierung. Nach der Unabhängigkeit des Staates Israel (1948) wurde er zum wissenschaftlichen Sekretär an der staatlichen Antikenabteilung ernannt (bis 1953). Ab 1949 wirkte er außerdem als Dozent an der Hebräischen Universität Jerusalem. 1953 wurde er zum Associate Professor der Klassischen und Byzantinischen Archäologie ernannt. 1958 erreichte er seine Promotion zum Ph.D., 1963 wurde er zum Professor für Archäologie und Kunstgeschichte berufen. 1967 gab er Uzi Narkiss und Teddy Kollek seine Expertise über den Umfang der Abrissarbeiten am Jerusalemer Mughrabi-Viertel. 
Avi-Yonah beschäftigte sich sein Leben lang mit der Geschichte des Heiligen Landes, insbesondere mit der römischen und byzantinischen Zeit. Dabei berücksichtigte er neben der Kunstgeschichte vor allem die Topografie und die Erkenntnisse der zahlreichen Grabungen, an denen er teilnahm. Er veröffentlichte außer Spezialstudien auch zahlreiche Sachbücher, die in hebräischer, englischer, französischer und deutscher Sprache erschienen. Für sein Buch Qadmoniot Artzenu („Altertümer unseres Landes“) erhielt er 1955 den Bialik-Preis. Auf seine Planung geht auch das Modell von Jerusalem aus der Zeit des 2. Tempels zurück, das im Maßstab 1:50 im Israel-Museum ausgestellt ist.
Michael Avi-Yonah war mit der Autorin, Malerin und Bildhauerin Eva Avi-Yonah (1921–2011) verheiratet. Sohn des Paares ist der Jurist und Historiker Reuven S. Avi-Yonah (* 1957).

## Schriften (Auswahl)
- Mosaic pavements in Palestine. In: The Quarterly of the Department of Antiquities in Palestine. Band 2 (1933), S. 136–181
- Bījmē Rōma we-Bijz'antiōn. Jerusalem 1946
  - Deutsche Ausgabe: Geschichte der Juden im Zeitalter des Talmud, in den Tagen von Rom und Byzanz. Berlin 1962
  - Englische Ausgabe: The Jews Under Roman and Byzantine Rule: A Political History of Palestine from the Bar Kokhba War to the Arab Conquest. Jerusalem 1976. Nachdruck 1984
- The Madaba Mosaic Map. With Introduction and Commentary. Jerusalem 1954
- Kadmoniot Arsynu. Tel Aviv 1955
- A History of the Holy Land. London 1969
  - Deutsche Ausgabe: Geschichte des Heiligen Landes. Berlin 1971
- mit Yohanan Aharoni: The Macmillan Bible Atlas. New York/London 1972
  - Deutsche Ausgabe: Der Bibel-Atlas: die Geschichte des Heiligen Landes 3000 Jahre vor Christus bis 200 Jahre nach Christus. Augsburg 1990
- Palaestina. In: Paulys Realencyclopädie der classischen Altertumswissenschaft (RE). Supplementband XIII, Stuttgart 1973, Sp. 321–454.
- Search for the Past. An Introduction to Archaeology. Minneapolis 1974
  - Deutsche Ausgabe: Von Expeditionen, Ausgrabungen und Funden. Zürich/Köln 1978
- mit Israel Shatzman: Illustrated encyclopaedia of the classical world. Jerusalem 1975
  - Deutsche Ausgabe: Illustrierte Enzyklopädie des Altertums. Königstein/Taunus 1979
- mit Richard L. Currier: The Art of Mosaics. 1975
- mit Ephraim Stern: Encyclopedia of Archaeological Excavations in the Holy Land. 4 Bände, Jerusalem 1975–1978
- Gazetteer of Roman Palestine. Jerusalem 1976
- mit Zvi Barras: The World History of the Jewish People. Vol. 8: Society and Religion in the Second Temple Period. Jerusalem 1977
- Hellenism and the East. Contacts and Interrelations from Alexander to the Roman Conquest. Jerusalem 1978
- Our Living Bible
  - Deutsche Ausgabe: Die Bibel in ihrer Welt. Konstanz 1964
- The Holy Land
  - Deutsche Ausgabe: Das Heilige Land. Luzern/Frankfurt 1973
- Jerusalem the Holy
  - Deutsche Ausgabe: Jerusalem, die heilige Stadt. Genf 1974